# シクストゥス事件

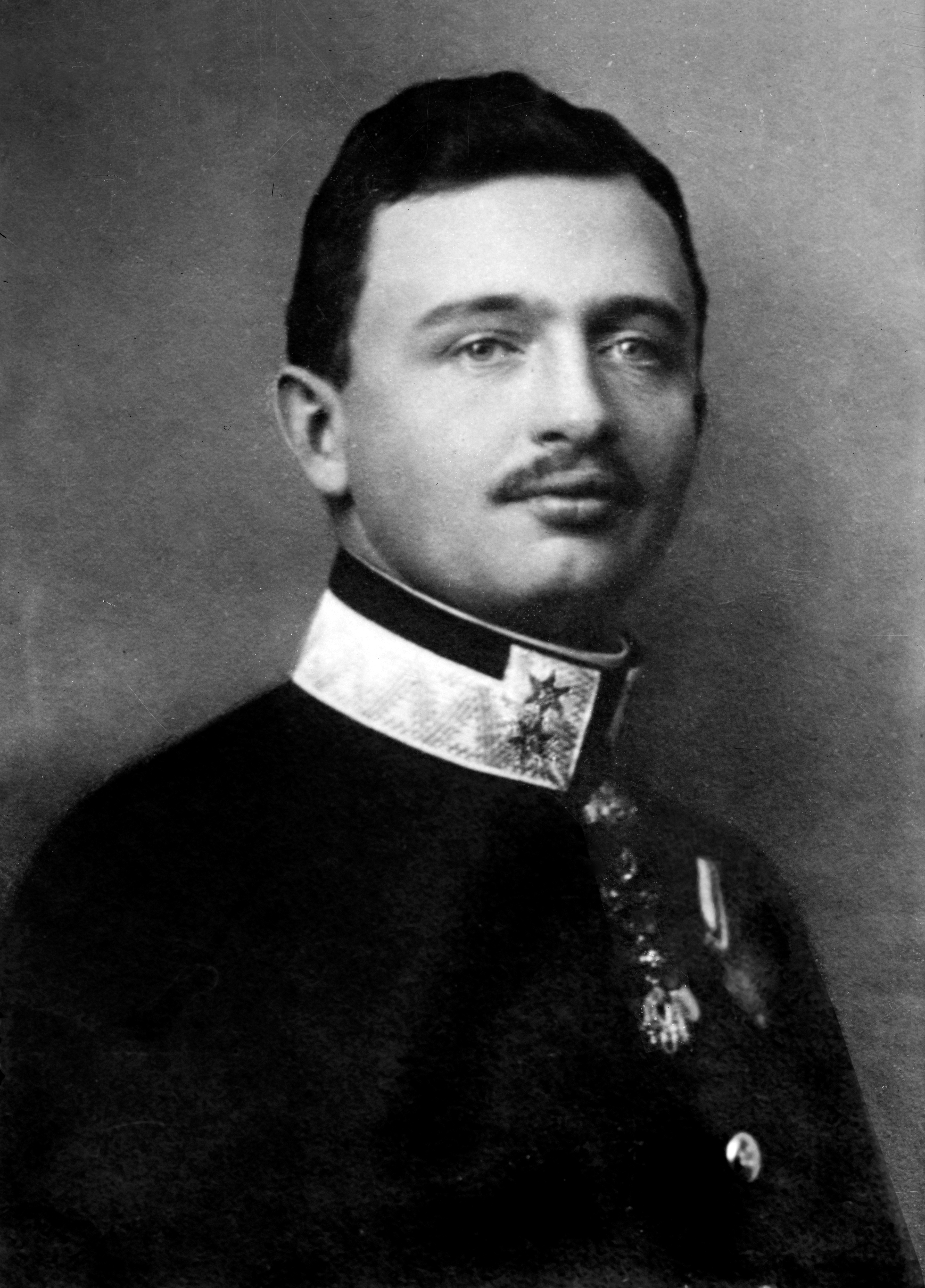
オーストリア皇帝 カール1世

シクストゥス事件（シクストゥスじけん、ドイツ語: Sixtus-Affäre, ハンガリー語: Sixtus-ügy）は、第一次世界大戦下の1917年にオーストリア＝ハンガリー帝国がフランスを中心として行った秘密交渉の内容が暴露された政治スキャンダルである。

## 前史

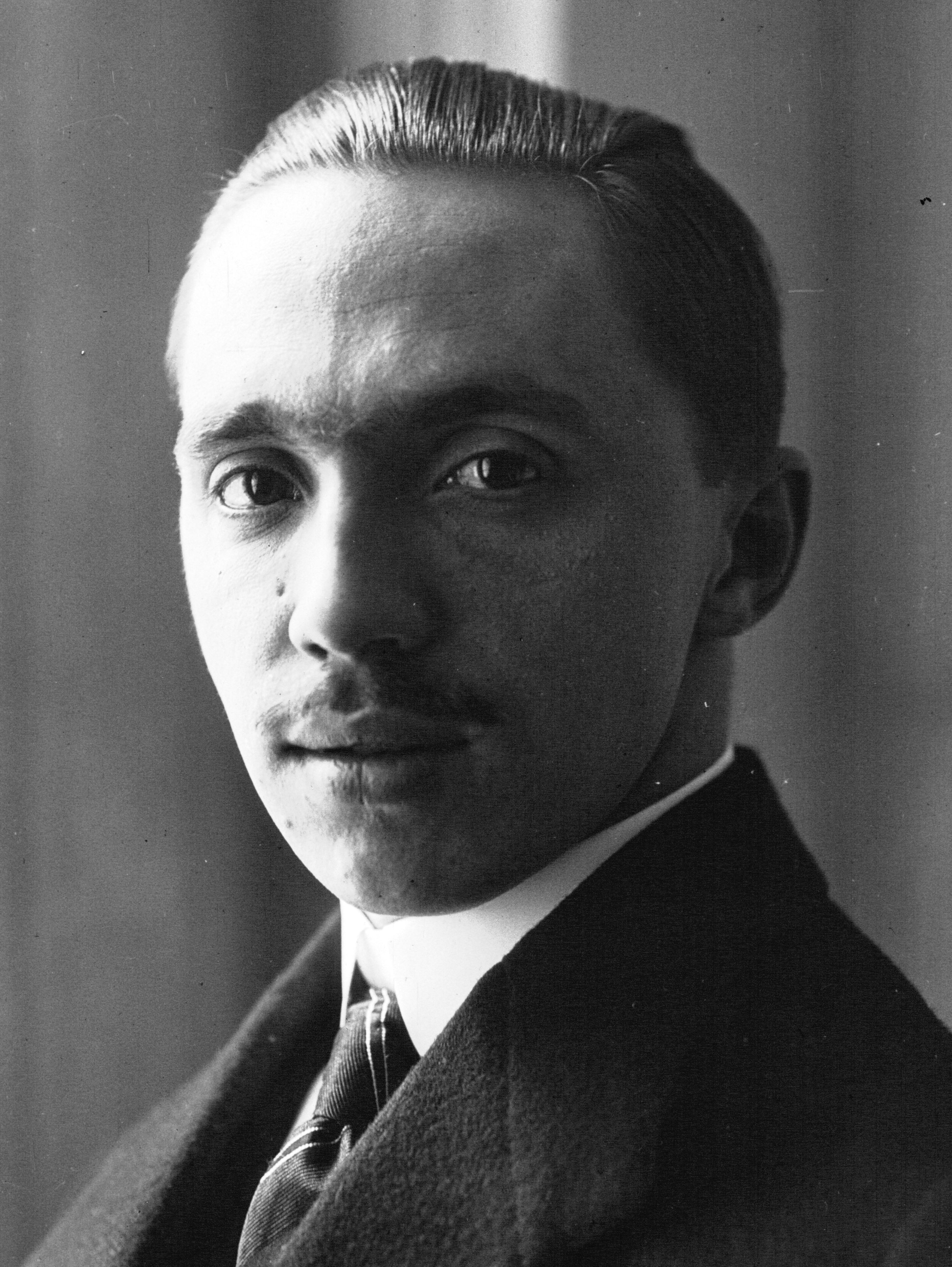
シクストゥス・フォン・ブルボン＝パルマ(1914年)

オーストリア皇帝カール1世は、1916年11月21日に即位して以来、三国協商との講和条約締結を模索していた。12月12日に出された中央同盟国の共同講和提案は、ドイツ帝国が具体的な講和条件を提示しなかった事が主な要因となり、失敗に終わった。
カール皇帝は、ツィタ皇后の兄で、ベルギー軍の士官だったブルボン＝パルマ家のシクストゥス公子とフランソワ＝グザヴィエ公子の仲介により、新たな和平交渉を試みた。
1917年3月、ドイツのテオバルト・フォン・ベートマン・ホルヴェーク首相は、1871年以来ドイツ帝国の一部となっていたエルザス＝ロートリンゲンを放棄する意向を秘密交渉で示していた。 カール皇帝は3月24日付の書簡の中で、「フランスがエルザス＝ロートリンゲンに関する正当な権利を取り戻す事を支持し、同盟国に私の個人的影響力を行使する」と書いた。

## 和平交渉

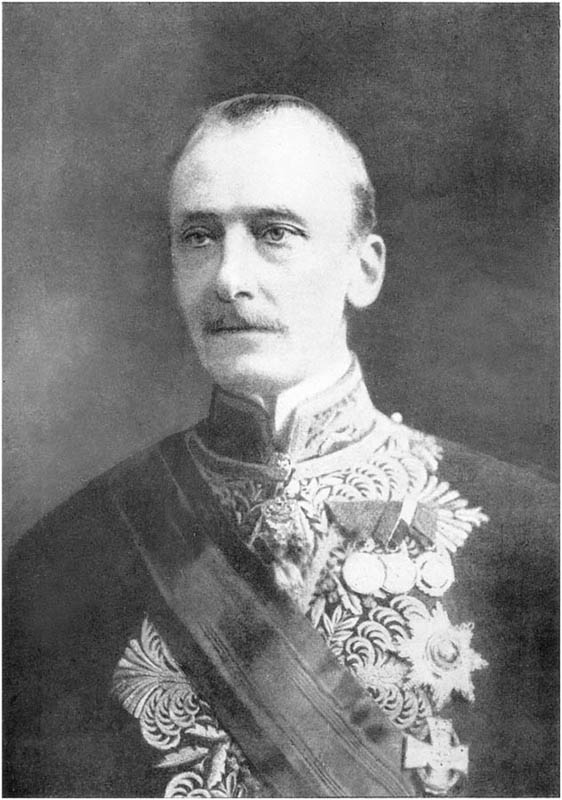
オトカル・フォン・チェルニン伯爵

シクストゥスとグザヴィエはこの書簡をフランス大統領レイモン・ポアンカレに届け、ポアンカレはその内容をイギリス王ジョージ5世にも伝えた。二重帝国外相のオトカル・チェルニン伯爵は、講和交渉そのものの存在は察知していたが、書簡の内容は知らされていなかった。
シクストゥスは、自らの考えとして、補償を伴わないアルザス＝ロレーヌのフランスへの返還、ベルギーの再建、アルバニアに拡大されたセルビア権益の承認、ロシアへのコンスタンティノープルの割譲が、三国協商との講和の基本条件であると述べた。シクストゥスは、イタリアの要求や、帝政の内部変革に関する三国協商側の条件を意図的に省略した。カールは、自国に直接関係のない案件については同意し、セルビアについてのみ別の意見を述べた。彼の計画は、オーストリア帝政の枠組みの中で、ボスニア、ヘルツェゴビナ、セルビア、アルバニア、モンテネグロからなるユーゴスラビア自治王国を、オーストリア大公を頭領とする形によって創設する事であった。
シクストゥスの講和条件を受け入れる事は、主敵であるセルビアとロシアの強化につながり、事実上、敗北を認めるに等しい物であった。2月17日、シクストゥスとの会談を遅れて知ったチェルニンは、講和条件に関する自らの見解を示し、今後の交渉のための助言として、「同盟は不可分であり、抜け駆けの単独講和は問題外である」と述べた。
カールが1917年3月24日に発した有名な「シクストゥス書簡」の中で、彼は自国とフランスの間の「意図と願望に大きな相違はない」と述べた。彼は「エルザス＝ロートリンゲンに関するフランスの正当な主張を支持するため、同盟国と共にあらゆる手段を駆使して努力する」と約束した。またベルギーは「完全に復興」され、アフリカの領土を保持した上で、損害の補償を受けなければならず、 セルビアの主権は回復され、「アドリア海への適切かつ自然なアクセス」が可能となり、経済的な譲歩を受けられる。その代償として、帝室に対する政治煽動を終わらせ、帝政を破壊しようとする勢力を抑えなければならない。この時、彼が、ロシアについて触れなかった理由は、1917年の二月革命を受けての物で、革命のおかげで彼は海峡問題に関する立場を表明する事を免れたのである。
この書簡の草案の段階では、ロシアの占領地の返還と引き換えに、オーストリアがコンスタンティノープルに関心を抱かないとされていた。ポーランドとルーマニアについては触れられておらず、オーストリアの戦争目標を完全に否定する内容だった。後に、チェルニンはこの書簡について知っていた事を否定しているが、シクストゥスが手を加えたと思われる部分はともかく、大まかな内容については察知していた可能性がある。
チェルニンは単独講和を最終目標としていた訳ではなく、フランスとドイツの仲介役を果たす事によって、戦争を完全に終結させる事ができると考えていた。1917年3月、チェルニンはドイツ帝国に「シクストゥス書簡」に沿った講和条約を締結するよう、水面下で説得を試みた。オーストリアのエルザス＝ロートリンゲンに関する立場が同盟国であるドイツに知らされると、ドイツのベートマン・ホルヴェーグ首相は、「チェルニン伯爵は、オーストリアの領土を1平方メートルでもイタリアに譲る事はできないが、ドイツの領土の一部をフランスに与えるべきだと宣言した」と激怒した。これに対し、カール皇帝は、ロシア領のポーランド東部と、オーストリア領のガリツィアで埋め合わせる事を申し出た。皇帝と外相は、これで納得のいく解決策が見つかったと考えており、チェルニンは「フランスをこちらに引き込めれば我々は勝者であり、ドイツには他の形で十分に埋め合わせる事ができる」と述べている。しかし、実際の所、フランスはドイツにポーランドの自由裁量権を与えようとは考えていなかった。また、フランス首相アリスティード・ブリアンは当初からドイツとの和平を求めておらず、オーストリアとの単独講和にのみ関心を抱いていた。
歴史家のゲイリー・W・シャナフェルトは、シクストゥスの書簡はカール皇帝の素朴な衝動性の表れであり、それが 「高圧的かつ違憲じみた行動」につながったとしている。シクストゥス書簡は、オーストリアをドイツとの同盟から離脱させるべきだという三国協商側の見解を大いに補強し、より広範なベースで和平交渉を継続するよう促した。民族運動への支援は引き延ばされ、おそらくこの書簡によってハプスブルク朝の崩壊を遅らせる結果になったと思われる。
チェルニンはカールに対し、オーストリア領土の割譲は補償の対象としてのみ検討されるべきという、シクストゥスとの交渉のための指針を提供した。さらにチェルニンは、オーストリアに有利な国境修正の可能性を含めて、オーストリアの完全性を保障する事を求めた。1917年5月8日と9日にラクセンブルク宮殿を再訪問したブルボン＝パルマ家の公子たちは、義弟にトレンティーノを割譲する必要性を説得しようとした。しかし、5月9日にカールがシクストゥスに託した2通目の書簡は、表向きにはフランスとイギリスとの合意を強調するだけの内容だった。しかし、彼は、イタリアが他の要求を放棄した後、チロルのイタリア語圏に関するイタリアの主張の検討を先送りした。しかし、このような疑わしいイタリアの交渉への態度は、「おそらくオーストリアの軍事的裁量の自由を狭めるためだけの目的だった。」 エルザス＝ロートリンゲンに対するフランスの主張を支持した皇帝も、対照的に自ら領土を割譲する事は望まなかった。クロイツナッハで行われた戦争目的の策定は、イタリアの戦争目的と並んで、和平交渉が進まなかった主な要因となった 。
1917年6月から8月にかけて、ニコラス・リバーテラ＝サランドラ伯爵とアベル・アルマン伯爵の間でさらに和平交渉が行われ、フランスはオーストリア・ハンガリーを説得して単独講和を成立させようとしたが、カール皇帝はチェルニンの助言によりこれを拒否した。
その後の数か月間、軍事的勝利を信じはじめた外務大臣チェルニン伯爵によって、カール皇帝の和平工作は引き延ばしの憂き目にあっていた。皇帝は単独講和に踏み切った場合、それに伴う帝政の内部変革や連邦化によって、オーストリアやハンガリーの支配層が犠牲になる事を恐れた。彼にとって、これらの集団の支配を受けないオーストリア・ハンガリーは問題外であり、例え帝国が解体された場合でも、オーストリアのドイツ人地域がチェコ人や他の民族グループの中に取り残される事態を回避するためには、ドイツと組んでの和平しかありえなかったのである。

## 事件

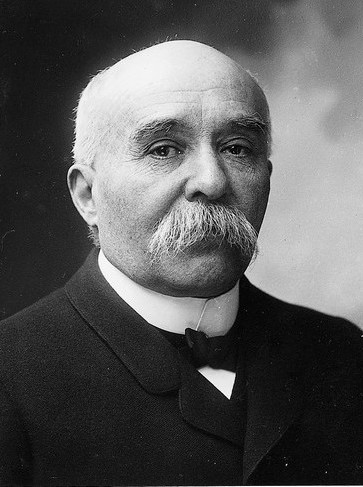
ジョルジュ・クレマンソー

1918年4月2日、チェルニン伯爵はウィーン市議会での演説の中で、次のように述べた。
翌日、この演説はフレムデン＝ブラット紙の一面に掲載された。
懇願者扱いを避けるためのチェルニンの発言は事実と異なっており、1918年4月12日、フランス首相ジョルジュ・クレマンソーはカールが発した最初の書簡を公表した。カール皇帝は、他の書簡の存在やエルザス＝ロートリンゲンに関する譲歩が提示された事も公に否定し、クレマンソーの公表と同日、否定する旨の宣誓書をチェルニンに手渡した。
チェルニンは、戦術的に賢明であろう自ら責任を負う道はとらず、書簡の存在を知っている事を否定し、同盟国の前で自国の皇帝の行為を暴露した。そして、皇帝に一時的に国務から退くよう説得したが、皇帝はそれを断固として拒んだ。結局、1918年4月16日、カールは彼を解任した。ほんの少し前までチェルニンを平和大臣と讃えていた報道機関には理解できない状況だった。このようにチェルニンは、外交と内政の両面で皇帝に妥協していたのである。

## 結果と評価
アメリカのロバート・ランシング国務長官は、クレマンソーの行為を「天地を揺るがすほどの愚行」と評した。
フランス首相は、弱体化したハプスブルク朝を圧迫する、同盟国ドイツの腕の中に追いやってしまったのである。そして実際、チェルニンとクレマンソーの報道上の確執は、皇帝の外交政策における行動の自由を失わせる結果になった。皇帝の国内における政治的・経済的な求心力が崩壊していた事から、シクストゥス事件の後、同盟国は戦争目的の問題でパワーバランスをとる必要性を感じなくなっていたのである。
ブレスト＝リトフスク条約、ブカレスト条約の締結に引き続いて起こったシクストゥス事件は、欧米列強が民族自決の支援より帝国の維持を優先するかも知れないという、かすかな望みを完全に打ち砕いた。西欧列強とのさらなる交渉の可能性が潰えただけではなく、数週間の内に、民族自決の原則を最大限の範囲で認めるという決定につながり、多民族国家への死刑宣告となったのである。この秘密交渉の発覚は、オーストリア＝ハンガリーのドイツ帝国との対等な同盟関係の終焉を意味していた。オーストリアにおけるドイツ民族主義者によるプロパガンダで、カール皇帝は外国の高貴な女性に翻弄された雌伏の英雄、ツィタ皇后はイタリアの裏切り者呼ばわりされた。
実際、シクストゥス事件は何十年もの間、オーストリア国民の記憶に残り続けた。
軍事史家のマンフリード・ラウシェンシュタイナーは、シクストゥス事件によって君主の国内外での評判が大きく損なわれた事を指摘している。
帝国陸軍の最高幹部は衝撃を受けた。参謀総長アルトゥル・アルツ・フォン・シュトラウセンブルク将軍は「わが皇帝が嘘つきだった事を知った」と述べた。

## 関連文献
- Alexander Demblin (Hrsg.), August Demblin: Minister gegen Kaiser. Aufzeichnungen eines österreichisch-ungarischen Diplomaten über Außenminister Czernin und Kaiser Karl. Böhlau, Wien 1997, ISBN 3-205-98762-4.
- Tamara Griesser-Pecar: Die Mission Sixtus. Amalthea, Wien 1988, ISBN 3-85002-245-5.
- Jan Mikrut (Hrsg.): Kaiser Karl I. (IV.) als Christ, Staatsmann, Ehemann und Familienvater. Dom Verlag, Wien 2004, ISBN 3-85351-188-0.
- Georg Stacher: Österreich-Ungarn, Deutschland und der Friede. Oktober 1916 bis November 1918. Böhlau, Wien 2020, ISBN 978-3-205-20410-7.